# 斯塔普爾頓鎮區 (愛荷華州奇克索縣)
斯塔普爾頓鎮區（英語：Stapleton Township）是位於美國愛荷華州奇克索縣的一個行政鎮區。

## 地方資料
根據2010年美國人口普查的數據，斯塔普爾頓鎮區的面積為94.51平方千米，當中陸地面積為94.48平方千米，而水域面積為0.03平方千米。當地共有人口781人，而人口密度為每平方千米8.26人。